# Jižní Korea na letních olympijských hrách
Jižní Korea na letních olympijských hrách startuje od roku 1948. Toto je přehled účastí, medailového zisku a vlajkonošů na dané sportovní události.

## Účast na Letních olympijských hrách
| Dějiště LOH            | LOH      | Vlajkonoš                                   | Zlatá medaile | Stříbrná medaile | Bronzová medaile | Celkem |
| ---------------------- | -------- | ------------------------------------------- | ------------- | ---------------- | ---------------- | ------ |
| 1948 Londýn            | LOH 1948 | Son Ki-džong                                |               |                  | 2                | 2      |
| 1952 Helsinky          | LOH 1952 | nikdo                                       |               |                  | 2                | 2      |
| 1956 Melbourne         | LOH 1956 | nikdo                                       |               | 1                | 1                | 2      |
| 1960 Řím               | LOH 1960 | nikdo                                       |               |                  |                  | 0      |
| 1964 Tokio             | LOH 1964 | nikdo                                       |               | 2                | 1                | 3      |
| 1968 Ciudad de México  | LOH 1968 | nikdo                                       |               | 1                | 1                | 2      |
| 1972 Mnichov           | LOH 1972 | Ji-Hak Kim                                  |               | 1                |                  | 1      |
| 1976 Montréal          | LOH 1976 | nikdo                                       | 1             | 1                | 4                | 6      |
| 1980 Moskva            | 1980     |                                             |               |                  |                  | Ne     |
| 1984 Los Angeles       | LOH 1984 | Ha Hjong-ču                                 | 6             | 6                | 7                | 19     |
| 1988 Soul              | LOH 1988 | Jo Yong-Cheol                               | 12            | 10               | 11               | 33     |
| 1992 Barcelona         | LOH 1992 | nikdo                                       | 12            | 5                | 12               | 29     |
| 1996 Atlanta           | LOH 1996 | Choi Cheon-Sik                              | 7             | 15               | 5                | 27     |
| 2000 Sydney            | LOH 2000 | Jeong Eun-Sun                               | 8             | 10               | 10               | 28     |
| 2004 Athény            | LOH 2004 | Gu Min-Jeong                                | 9             | 12               | 9                | 30     |
| 2008 Peking            | LOH 2008 | Jang Seong-Ho                               | 13            | 10               | 8                | 31     |
| 2012 Londýn            | LOH 2012 | Yun Gyeong-Sin                              | 13            | 8                | 7                | 28     |
| 2016 Rio de Janeiro    | LOH 2016 | Ku Pon-kil (zahájení) Kim Hjon-u (ukončení) | 9             | 3                | 9                | 21     |
| 2020 Tokio             | LOH 2020 | Kim Yeon-koung Hwang Sun-woo                | 6             | 4                | 10               | 20     |
| 2024 Paříž             | LOH 2024 |                                             |               |                  |                  | x      |
| Celkem                 | 18       |                                             | 96            | 91               | 100              | 287    |
| Zdroj na Olympedia.org |          |                                             |               |                  |                  |        |

## Společná korejská vlajka

Společná vlajka obou Korejí
Poměr stran: 2:3

Na letních olympijských hrách v Sydney (Austrálie, 2000) a v Aténách (Řecko, 2004) byla použita společná korejská vlajka, tvořená modrou siluetou Korejského poloostrova na bílém pozadí.